# Tamara Gómez Garrido
Tamara Gómez Garrido (* 3. April 1991 in Elche) ist eine spanische Triathletin und zweifache Staatsmeisterin Triathlon (2015, 2019).

## Werdegang
National und international feierte Tamara Gómez ihren Durchbruch im Jahr 2010, als sie spanische Juniorenmeisterin und Dritte bei den spanischen Universitätsmeisterschaften wurde. Bei der spanischen Duathlon-Meisterschaft gewann sie Silber in der Juniorenklasse und gewann daraufhin mit ihrer Mannschaft die Duathlon-EM in Nancy.
2010 stieg Tamara Gómez Garrido auch in die Elite-Klasse ein und nahm an drei Europacup-Bewerben teil.
Wie auch Carolina Routier, gehört Gómez dem spanischen Kader an und lebt im Triathlon-Zentrum Residencia Joaquín Blume in Madrid, wo sie auch Veterinärmedizin an der Universidad Complutense de Madrid studiert. In Spanien trat Gómez für die Vereine Atletisme Crevillent und CERR Strands Triathlon an, zurzeit vertritt sie die Federación de Triatlón de la Comunitat Valenciana.Sie war auch Mitglied des Olympia-2012-Kaders Deportistas de Alto Nigel.
Im März 2015 gewann sie auf der Triathlon-Sprintdistanz das erste World-Cup-Rennen der neuen Saison. Im August wurde sie Staatsmeisterin Triathlon auf der olympischen Distanz (Kurzdistanz: 1,5 km Schwimmen, 40 km Radfahren und 10 km Laufen).
Im September 2019 wurde die damals 28-Jährige nach 2019 zum zweiten Mal spanische Meisterin auf der Triathlon-Kurzdistanz.
Im Juni 2021 belegte sie bei der Triathlon-Europameisterschaft in Kitzbühel in der gemischten Staffel mit Sara Pérez Sala, Antonio Serrat Seoane und Roberto Sánchez Mantecón den neunten Rang.

## Sportliche Erfolge
| Datum/Jahr    | Rang | Wettbewerb                                  | Austragungsort | Zeit     | Bemerkung                                                                                     |
| ------------- | ---- | ------------------------------------------- | -------------- | -------- | --------------------------------------------------------------------------------------------- |
| 12. Juni 2021 | 12   | ETU Europe Triathlon Cup                    | Coimbra        | 00:57:50 | hinter der Britin Sophia Green                                                                |
| 23. Aug. 2020 | 11   | ESP Sprint Triathlon National Championships | Pontevedra     | 01:03:23 | Staatsmeisterschaft auf der Triathlon Sprintdistanz, hinter Godoy Contreras                   |
| 28. Sep. 2019 | 1    | ESP Triathlon National Championships        | A Coruña       | 02:01:30 | Staatsmeisterin Triathlon                                                                     |
| 29. Aug. 2015 | 1    | ESP Triathlon National Championships        | Altafulla      | 02:10:47 | Staatsmeisterin Triathlon                                                                     |
| 13. Juni 2015 | 5    | Europaspiele 2015                           | Baku           | 02:03:27 |                                                                                               |
| 14. März 2015 | 1    | ITU Triathlon World Cup                     | Mooloolaba     | 01:01:41 | Siegerin im ersten World-Cup-Rennen der neuen Saison                                          |
| 13. Sep. 2014 | 2    | ESP Triathlon National Championships        | Aguilas        | 02:09:14 | Vizestaatsmeisterin hinter Miriam Casillas García                                             |
| 29. Juni 2013 | 5    | ETU Triathlon European Championship U23     | Rijssen-Holten | 02:06:34 | U23-Europameisterschaft Triathlon                                                             |
| 3. Juli 2010  | 30   | ETU Triathlon European Championship Juniors | Athlone        | 01:07:18 | Triathlon-Europameisterschaft Juniorinnen – hinter der Siegerin, der Deutschen Annika Vössing |

| Datum/Jahr    | Rang | Wettbewerb                                    | Austragungsort | Zeit     | Bemerkung                               |
| ------------- | ---- | --------------------------------------------- | -------------- | -------- | --------------------------------------- |
| 30. Apr. 2011 | 5    | ETU Cross Triathlon European Championship U23 | Extremadura    | 02:11:50 | U23-Europameisterschaft Cross-Triathlon |

| Datum/Jahr    | Rang | Wettbewerb                                      | Austragungsort | Zeit     | Bemerkung                           |
| ------------- | ---- | ----------------------------------------------- | -------------- | -------- | ----------------------------------- |
| 30. Apr. 2010 | 14   | ETU Duathlon European Championship Junior Women | Nancy          | 00:58:29 | Europameisterin in der Team-Wertung |

(DNF – Did Not Finish)